# Aeropuerto Nacional Ingeniero Juan Antonio Perdomo Díaz
El aeródromo Juan Antonio Perdomo Díaz o Aeropista de Córdoba (Código ICAO: MM20 - Código DGAC: CRV), es un pequeño aeropuerto ubicado al sur de la ciudad de Córdoba, Veracruz. Cuenta con una pista de aterrizaje asfaltada con orientación 12/30 de 1,350 metros de largo y 24 metros de ancho además de 110 metros extra en la cabecera 12 y 50 en la cabecera 30, haciéndola de un total de 1,510 metros de longitud; también cuenta con 10 hangares y una torre de control de 6 metros de alto cerca del hangar 10, donde también existe una pequeña plataforma de aviación con helipuerto. Actualmente el aeropuerto no cuenta con rutas comerciales, aunque desde 2009 se ha planeado poner rutas hacia Ciudad de México y Xalapa, pero hasta la actualidad no se ha hecho.

## Accidentes e incidentes
- El 4 de agosto de 2015, se estrelló una aeronave Cessna 150 con matrícula XB-ZUU perteneciente a la Escuela de Aviación 5 de mayo. La aeronave partió del Aeropuerto de Puebla, haciendo escala en el Aeropuerto de Tehuacán y tenía como destino final Córdoba, sin embargo, una falla mecánica hizo que se precipitaran a tierra matando al instructor Ignacio Carrión Sánchez y dejando herido al alumno Maximiliano Altamirano Sáinz unos 40 km al sur de Córdoba.[4][5]

- El 15 de junio de 2016 aterrizó de emergencia en el Aeropuerto de Ciudad de México debido a una falla de motor la aeronave Cessna 182 con matrícula XB-EAS que había partido del Aeropuerto de Córdoba hacia el Aeropuerto de Atizapán. No hubo lesionados.[6][7]

- El 5 de mayo de 2017 se desplomó sobre el municipio de Mariano Escobedo la aeronave Cessna 206 con matrícula XB-NCV que había partido de Córdoba con destino al Aeropuerto de San Luis Potosí y que planeaba hacer escala técnica en el Aeropuerto de Pachuca. En el accidente murieron 3 personas.[8][9]

- El 17 de mayo de 2017 aterrizó "de panza" en el aeropuerto de Córdoba la aeronave Mooney M20 con matrícula XB-OKE. La aeronave recién despegaba cuando se presentaron fallas mecánicas, por lo que tuvo que regresar al aeropuerto de Córdoba, donde se deslizó 400 metros en la pista sobre su fuselaje. No hubo lesionados, sin embargo se tuvo que esperar a personal especializado del Aeropuerto de Veracruz para poder mover la aeronave de la pista.[10][11][12]

- El 21 de septiembre de 2018 una aeronave Cessna 210 con matrícula XB-NVG que operaba un vuelo privado entre el Aeropuerto de Pachuca y el aeródromo de Córdoba se estrelló en la cara norte del Pico de Orizaba matando a sus 3 ocupantes.[13][14]